# Mark VI (tenk)
Mark VI je bio prototip tenka Britanskog Carstva (današnje Ujedinjeno Kraljevstvo) tijekom Prvog svjetskog rata. Drveni model je dizajnirao W. G. Wilson, a izradio William Foster (i njegova tvrtka) u travnju 1917. godine. Od ostalih dotadašnjih Mark tenkova se razlikovao po jednom 57 mm topu koji je bio ugrađen na sredinu prednjeg dijela tenka. Postojao je jedinstveni odjeljak za posadu u kojem su bile montirane još četiri strojnice i dvije na svakom boku više sprijeda. U model je ugrađen i pravi Ricardo motor snage 150 KS. Nalazio se straga na desnoj strani.
U usporedbi s Mark V zbog širih gusjenica je imao manji pritisak na tlo i mogao je postići veću brzinu kretanja. Maksimalna debljina oklopa je iznosila 14 mm. Masovna proizvodnja ovog tenka nije prihvaćena zbog velike potrebe za proizvodnjom postojećih modela. Sjedinjene Američke Države su naručile 600 ovih tenkova, ali je narudžba kasnije otkazana u korist Mark VIII tenka.

### Zajednički poslužitelj
|  | Zajednički poslužitelj ima još gradiva o temi Mark VI tenk |